# Mellerud (Gemeinde)
Koordinaten: 58° 42′ N, 12° 28′ O

Mellerud ist eine Gemeinde (schwedisch kommun) in der schwedischen Provinz Västra Götalands län und der historischen Provinz Dalsland. Der Hauptort der Gemeinde ist Mellerud.

## Geschichte
Vor der Zusammenlegung von Älvsborgs län, Skaraborgs län und Göteborgs och Bohus län zu Västra Götalands län gehörte Mellerud zur Provinz Älvsborg.

## Orte
Diese Orte sind Ortschaften (tätorter):
- Åsensbruk
- Bränna
- Dals Rostock
- Mellerud

Daneben gibt es kleinere Orte (småorter), u.a:
- Dalskog
- Håverud